# Ernyei Lajos
Ernyei Lajos (Hrussó, 1854. augusztus 25. – Modor, 1936. december 30.) katolikus plébános.

## Élete
A gimnáziumot Besztercebányán és Esztergomban végezte. A teológiát Esztergomban és Budapesten hallgatta. 1877. szeptember 21-én fölszentelték. Esztergom-Vízivárosban volt káplán, majd 1880-tól főgimnáziumi tanár lett Nagyszombatban. 1883. szeptemberétől senkőci, 1887-től modori plébános. 1902-től ülnök, 1908-tól esperes, 1908-tól címzetes apát. 1922-ben nyugalomba vonult.

## Művei
Számos cikket és költeményt írt. A Népnevelő, Új Magyar Sion, Alleluja, Magyar Korona (1879–1880) munkatársa, szerkesztette a Népnevelő tanügyi lapot Komlóssy Ferenccel és Zelliger Józseffel 1883-ban Nagyszombatban.
- 1876 A katholicismus fejlődése Ausztraliában. Uj Magyar Sion 1876.
- 1881 Tudjuk, hogy a szeretet hódít. Népiskolai Tanügyi Figyelő. (pályadíjas mű)
- 1882 A pap és tanító közti viszony. Népnevelő 1882.
- 1882 Igaz-e, hogy a lelkészek bitorolják a felügyeleti jogot a népiskolákban. Népnevelő 1882.
- 1882 Népünk és a ponyva-irodalom. Népnevelő 1882.
- 1927 Három magyar prímás: Simor János, Vaszary Kolos, Csernoch János, amint én ismertem őket. 1867–1927. Angermayer Ny. Bratislava.